# Wiljan Pluim
Wiljan Pluim (Zwolle, Países Bajos, 4 de enero de 1989) es un futbolista neerlandés. Juega de delantero y su equipo actual es el PSM Makassar de la Super Liga de Indonesia.

## Clubes
| Club             | País                        | Año           |
| ---------------- | --------------------------- | ------------- |
| SBV Vitesse      | Bandera de los Países Bajos | 2008 - 2011   |
| Roda JC (cedido) | Bandera de los Países Bajos | 2011 - 2012   |
| PEC Zwolle       | Bandera de los Países Bajos | 2012 - 2013   |
| Roda JC          | Bandera de los Países Bajos | 2013-2014     |
| Willem II        | Países Bajos                | 2015-2016     |
| Binh Duong       | Vietnam                     | 2016          |
| PSM Makassar     | Indonesia                   | 2017-presente |